# Palazzo Ricchieri
Palazzo Ricchieri è uno storico palazzo del centro della città di Pordenone, dove ha sede il Museo civico d'arte.

## Storia
L'area che oggi ospita Palazzo Ricchieri era abitata fin dai tempi dei Longobardi; infatti, all'interno del palazzo è stata rinvenuta un'importante tomba longobarda.
Il Palazzo in sé, invece, venne edificato a partire dal XIII secolo fino al XVII secolo. La parte più antica dell'edificio si affaccia sulla Piazza del Duomo di San Marco e all'epoca era una casa-torre a scopi difensivi. Proprio in questo periodo la famiglia Ricchieri, commercianti di stoffe, si afferma in città, ottenendo riconoscimenti dalla Casa d'Austria. La famiglia Ricchieri volle acquisire altri edifici negli anni a venire, costituendo così il complesso di edifici racchiusi in un unico palazzo, con le appropriate modifiche del Cinquecento e del Seicento.
L'edificio appartenne alla nobile famiglia Ricchieri fino al 1949, quando il conte Luigi Ernesto Ricchieri di Sedrano morì e lasciò il palazzo al Comune di Pordenone. Quest'ultimo aprì al pubblico il palazzo solo nel 1970, dopo un importante restaurò che diede la possibilità di ospitare la collezione del Museo civico d'arte, fino ad allora conservata in una sala del Palazzo Comunale.